# Kusarski rajon
Kusarski rajon (azerski: Qusar rayonu) je jedan od 66 azerbajdžanskih rajona. Kusarski rajon se nalazi na sjeveru Azerbajdžana na granici s Rusijom. Središte rajona je Kusar. Površina Kusarskog rajona iznosi 1.540 km². Kusarski rajon je prema popisu stanovništva iz 2009. imao 87.857 stanovnika, od čega su 43.447 muškarci, a 44.380 žene.
Kusarski rajon se sastoji od 68 općina.